# Alaudala rufescens
La calandrina (Alaudala rufescens Vieillot, 1819) è una specie di uccello passeriforme della famiglia delle Alaudidae diffuso in Eurasia e Africa. Si tratta di una specie a rischio minimo.